# Église Notre-Dame du Sacré-Cœur d'Etterbeek
Pour les articles homonymes, voir Notre-Dame du Sacré-Cœur.
L'église Notre-Dame du Sacré-Cœur (en néerlandais : Onze-Lieve-Vrouw van het Heilig Hartkerk) est un édifice religieux catholique sis rue de Tervaete, à Etterbeek (Bruxelles) De style néo-roman, l'église fut mise en chantier en 1925 et achevée en 1928.
La paroisse avait été érigée l’année précédente (1926) tout comme l'unité scout qui lui est associée. 